# John Luther Adams
John Luther Adams (Meridian, Mississipi, 23 de gener de 1953) és un compositor estatunidenc que s'ha inspirat bàsicament en la natura.
Aquest compositor té la natura com a font d'inspiració, especialment en els paisatges d'Alaska on ha viscut des de 1978. Igual que molts compositors de la seva generació, Adams no va créixer immers en la música. Començà a tocar música com a adolescent, de bateria en bandes de rock. A través de les notes d'un àlbum de Zappa, descobrí Edgard Varèse. De la mateixa manera les notes de Varèse el portaren a John Cage.
Però no fou fins que Adams va ser descobert per Morton Feldman que descobrí la seva vocació. Adams acudí a Cal Arts de Califòrnia per estudiar en el decenni de 1970, on estudià amb James Tenney i Leonard Stein. El seu grup de companys incloïa Lois V. Vierk i Peter Garland.
Després de graduar-se a Cal Arts, començà a treballar en la protecció del medi ambient. Aquest treball el portà a Alaska el 1975. El seu profund amor per la ubicació el portà a emigrar-hi permanentment el 1978. La natura segueix sent la força impulsora de la seva música fins al dia d'avui.
L'obra musical d'Adams comprèn molts gèneres inclòs els mitjans de comunicació. Compon per la televisió, cinema, teatre per a nens, veu, instruments acústics, orquestra, i l'electrònica. Llur us freqüent de les textures estàtiques mostren canvis subtils de la seva evident afinitat amb el minimalisme, i llurs tendències ha ampliar, meditació, intuïció i estructures per transmetre el seu veritable amor a la música de Morton Feldman.
Lou Harrison digué d'ell què "és un dels pocs importants joves d'Amèrica", mentre que Adams diu de si mateix: "La meva música sempre ha sigut profundament influenciada pel món natural i un fort sentit del lloc. Sostinguda a través de l'escolta de la subtil ressonància de la zona Nord soundscape, espero a explorar el territori de Sonic geografia aquesta regió entre el lloc i la cultura...entre el medi ambient i la imaginació".

## Llista d'obres
- Green Corn Dance (1974) for percussion ensemble
- Night Peace (1976) for antiphonal choirs, solo soprano, harp, and percussion
- songbirdsongs (1974-80) for 2 piccolos and 3 percussion
- Strange Birds Passing (1983) for flute choir
- up into the silence (1978/84) (poem by e. e. cummings) for voice and piano
- How the Sun Came to the Forest (1984) (poem by John Haines) for chorus and alto flute, English horn, percussion, harp, and strings
- The Far Country of Sleep (1988) for orchestra
- Giving Birth to Thunder, Sleeping With His Daughter, Coyote Builds North America (1986-90) for theater
- magic song for one who wishes to live and the dead who climb up to the sky (1990) for voice and piano
- Dream in White On White (1992) for orchestra
- Earth and the Great Weather (1990-93) for theater, llibret publicat en el llibre "Inukshuk", editat per ARBOS - Companyia de Música i Teatre, Viena 1999, ISBN 3-85266-126-9
- Five Yup'ik Dances (1991-94) for solo harp
- Crow and Weasel (1993-94) (story by Barry Lopez) for theater
- Sauyatugvik: The Time of Drumming (1995) for orchestra
- Clouds of Forgetting, Clouds of Unknowing (1991-95) for orchestra
- Five Athabascan Dances (1992/96) for harp and percussion
- Strange and Sacred Noise (1991-97) for percussion quartet
- Make Prayers to the Raven (1996/98) flute, violin, harp, cello, and percussion
- In the White Silence (1998) for orchestra
- Qilyaun (1998) for four bass drums
- Time Undisturbed (1999) for 3 shakuhachis, 3 kotos, and shō
- In a Treeless Place, Only Snow (1999) for celesta, harp, 2 vibraphones, and string quartet
- The Light That Fills the World (1999-2000) for orchestra
- Among Red Mountains (2001) for solo piano
- The Immeasurable Space of Tones (1998-2001) for violin, vibraphone, piano, sustaining keyboard, contrabass instrument
- The Farthest Place (2001) for violin, vibraphone, marimba, piano, double bass
- After the Light (2001) for alto flute, vibraphone, harp
- Dark Wind (2001) for bass clarinet, vibraphone, marimba, piano
- Red Arc / Blue Veil (2002) for piano, mallet percussion and processed sounds
- The Mathematics of Resonant Bodies (2002) for solo percussion and processed sounds
- Poem of the Forgotten (2004) (poem by John Haines) for voice and piano
- for Lou Harrison (2004, premiere 2005) for string quartet, string orchestra, and 2 pianos

## Discografia
- songbirdsongs (1981)
- A Northern Suite/Night Peace (1983)
- Forest Without Leaves (1987)
- The Far Country (1993)

1. Dream in White on White
2. Night Peace
3. The Far Country of Sleep

- Earth and the Great Weather (1995)
- Clouds of Forgetting, Clouds of Unknowing (1997) - nominat als premis Grammy el 1999 a la millor composició clàssica contemporània i categories de Millor Interpretació orquestral
- Dark Wind (2002)
- The Light That Fills the World (2002)

1. The Farthest Place
2. The Light That Fills the World
3. The Immeasurable Space of Tones

- In the White Silence (2003)
- Strange and Sacred Noise (2005)
- The Mathematics of Resonant Bodies (2006)
- for Lou Harrison (2007)
- red arc/blue veil (2007)